# Fratelli Della Ferrera

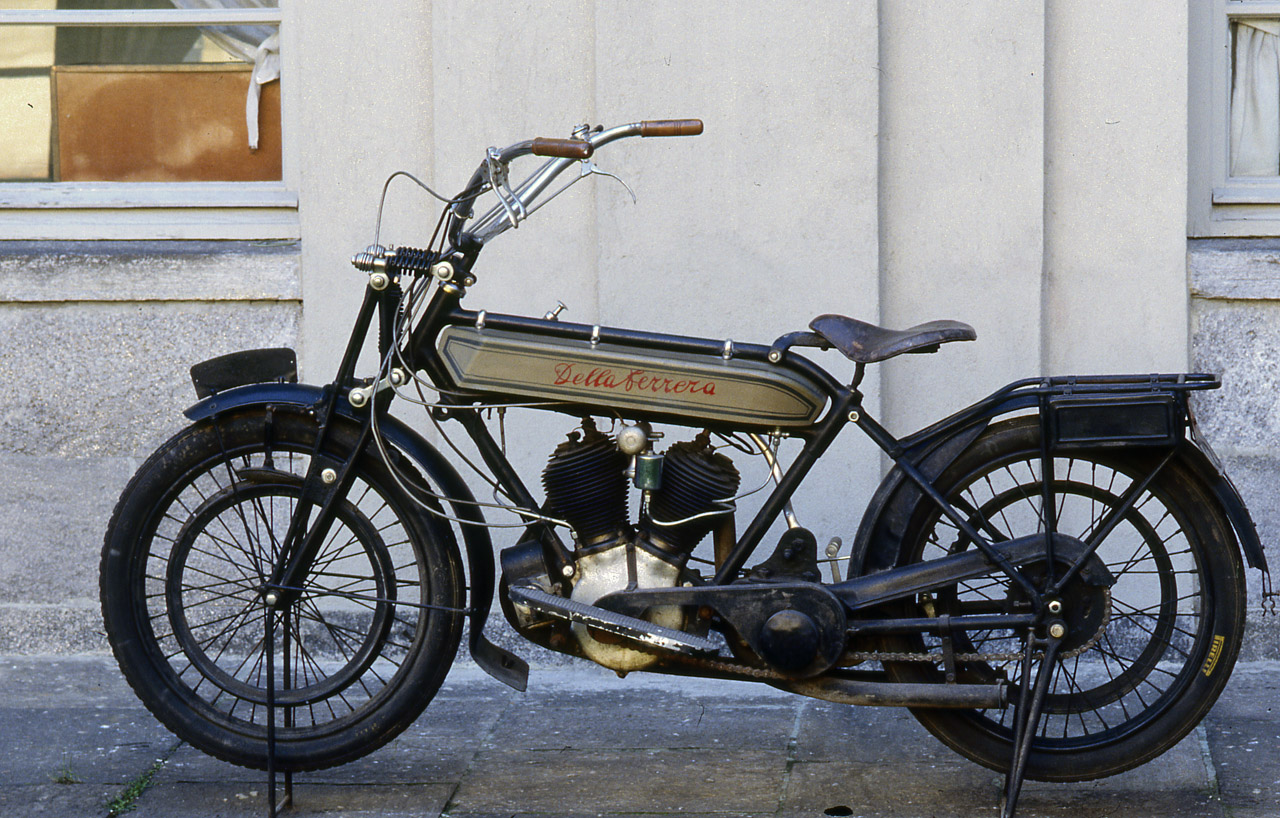
Delle Ferrera mit 1006-cm³-V2-Motor aus dem Jahr 1919

Fratelli Della Ferrera war ein italienischer Hersteller von Motorrädern und Automobilen.

## Unternehmensgeschichte
Giovanni und Federico Della Ferrera gründeten 1909 das Unternehmen in Turin zur Produktion von Motorrädern. Der Markenname lautete Della Ferrera. Zwischen den Weltkriegen entstanden auch einige Automobile. 1948 endete die Motorradproduktion.

## Fahrzeuge

### Motorräder
Della Ferrera gehörte in den Jahren direkt vor und nach dem Ersten Weltkrieg zu den angesehensten Motorradherstellern Italiens. Die Firma stellte bis auf Reifen und Teile der elektrischen Anlage alle wichtigen Komponenten einschließlich der Vergaser selbst her. Von der Standfestigkeit ihrer Maschinen waren die Brüder derart überzeugt, dass sie defekte Teile gratis tauschten und auf ihre Maschinen eine Garantie für 100.000 km gaben.
Das erste Modell von 1909 hatte einen Einzylindermotor mit 330 cm³ Hubraum, der später auf 499 cm³ erhöht wurde. 1913 folgte das erste Motorrad mit Zweizylindermotor. Der V2-Motor verfügte über 500 cm³ Hubraum. 1914 wurde das Einzylindermodell überarbeitet; der Motor hatte nun vier Ventile.
1919 folgte nach der kriegsbedingten Unterbrechung der Produktion ein Modell mit einem Einzylindermotor mit 636 cm³ Hubraum sowie eines mit einem V2-Motor mit 1006 cm³ Hubraum. Beide Modelle hatten einen Kickstarter und ein Vierganggetriebe. Weitere Motorräder folgten, die über Motoren mit 130, 175, 250, 350, 496, 500, 523, 637, 770, 803, 923, 998 und 1048 cm³ Hubraum verfügten.
Zwischen 1914 und 1920 konnten Della-Ferrera-Piloten insgesamt dreimal die Italienische Motorrad-Straßenmeisterschaft in der 500-cm³-Klasse gewinnen.
1942 musste die Produktion auf die Herstellung von Ersatzteilen beschränkt werden. Nach dem Zweiten Weltkrieg wurden nur noch einzelne Fahrzeuge aus vorhandenen Teilen montiert.

### Automobile
Das einzige Modell war ein Cyclecar und wurde nur 1924 produziert. Für den Antrieb sorgte ein Vierzylinder-Zweitaktmotor mit 707 cm³ Hubraum. Das Fahrzeug verfügte über ein Vierganggetriebe und Vierradbremsen. Die bauartbedingte Höchstgeschwindigkeit war mit 80 km/h angegeben. Die Officine Meccanica Giuseppe Meldi übernahm 1927 das Modell als Basis für seine eigenen Fahrzeuge.